# Jadwiga Postrożna
Jadwiga Postrożna (ur. 23 września 1982 w Limanowej) – polska śpiewaczka operowa, doktor wokalistyki w dziedzinie sztuk muzycznych.

## Życiorys
Absolwentka Państwowej Szkoły Muzycznej II st. w Nowym Sączu. Rozpoczęła studia w Akademii Muzycznej im. K. Lipińskiego we Wrocławiu, w klasie dr hab. Tadeusza Pszonki, i ukończyła je z wyróżnieniem. Swój wokalny warsztat wypracowała pod kierunkiem, m.in. Heleny Łazarskiej i Teresy Żylis-Gary biorąc udział w kursach mistrzowskich w Polsce i za granicą. Na Wydziale Wokalno-Aktorskim Akademii Muzycznej im. Feliksa Nowowiejskiego w Bydgoszczy uzyskała stopień doktora wokalistki w dziedzinie sztuk muzycznych.
Debiutowała na scenie Opery Dolnośląskiej partią III Damy w operze Czarodziejski flet W.A. Mozarta. Współpracowała m.in. z Filharmonią Kaliską, Operą Bałtycką w Gdańsku, Teatrem Muzycznym „Capitol”. Na scenie tych teatrów można ją było oglądać m.in. w: operze The Little Sweep B. Brittena, Jaś i Małgosia E. Humperdincka, Baron cygański J. Straussa, Czarodziejski flet W.A. Mozarta oraz w wielu innym mezzosopranowych rolach.
Jest solistką Opery Wrocławskiej, gdzie można ją było zobaczyć m.in. w roli Santuzzy w Cavalleria Rusticana P. Mascagniego, Dalili w Samson i Dalila C. Saint-Saënsa, Cześnikowej w Strasznym dworze St. Moniuszki, Feneny w Nabucco G. Verdiego, Kończakówny w megawidowisku Kniaź Igor A. Borodina, a także w roli III Damy w Czarodziejskim flecie W.A. Mozarta oraz Flory w Traviacie G. Verdiego.
Brała udział w festiwalach m.in.: Vratislavia Cantans we Wrocławiu, Sommerfestspiel w Xanten (Niemcy), Lago di Grada Music Festival (Włochy), Letnim Festiwalu Operowym w Krynicy-Zdroju oraz Festiwalu Pieśni Kompozytorów Polskich w Warszawie.
W jej repertuarze oratoryjnym znajdują się partie altowe oraz mezzosopranowe z dzieł największych kompozytorów tego gatunku. Koncertowała m.in. w Bułgarii, Włoszech, Rosji, Chinach, Niemczech, Austrii, Słowacji, Węgrzech, Szwajcarii.
Od wielu lat współpracuje z Chórem Mieszanym Canticum Iubilaeum z Limanowej oraz Chórem Ars Cantandi z Uniwersytetu Ekonomicznego we Wrocławiu śpiewając partie solowe, a także prowadząc warsztaty wokalne. Współpracuje z wieloma znanymi dyrygentami i reżyserami z Polski i Niemiec.
W Operze Wrocławskiej można ją oglądać m.in. w roli Dalili w operze Samson i Dalila C. Saint-Saënsa, Santuzzy w Cavallerii Rusticanie P. Mascagniego, Cześnikowej w Strasznym Dworze S. Moniuszko, Diakonisy w Królu Rogerze K. Szymanowskiego, Frumy Sarah w Skrzypku na dachu J. Bock’a i wielu innych.

## Sukcesy
Laureatka I nagrody na II Międzynarodowym Konkursie Wokalnym im. Andrzeja Hiolskiego w Kudowie Zdroju (2013), III nagrody na XIV Międzynarodowym Konkursie Sztuki Wokalnej im. Ady Sari w Nowym Sączu (2011), finalistka Międzynarodowego Konkursu Wokalnego dla Młodych Śpiewaków Operowych im. Borisa Christoffa w Sofii (2009) oraz VII Konkursu Moniuszkowskiego w Warszawie (2010), I nagrody w IV Konkursie Wokalnym im. Haliny Halskiej (2007), a także wielu innych wyróżnień i nagród. Za szczególne osiągnięcia artystyczne otrzymała wielokrotnie stypendium Ministerstwa Kultury i Dziedzictwa Narodowego, a także Małopolskiej Fundacji Stypendialnej.